# (2223) Сарпедон
(2223) Сарпедон (лат. Sarpedon, др.-греч. Σαρπηδών) — троянский астероид Юпитера, двигающийся в точке Лагранжа L5, в 60° позади планеты. Астероид был открыт 4 октября 1977 года советским астрономом Николаем Черных в Крымской обсерватории и назван в честь Сарпедона, персонажа древнегреческой мифологии.

Орбита астероида Сарпедон и его положение в Солнечной системе
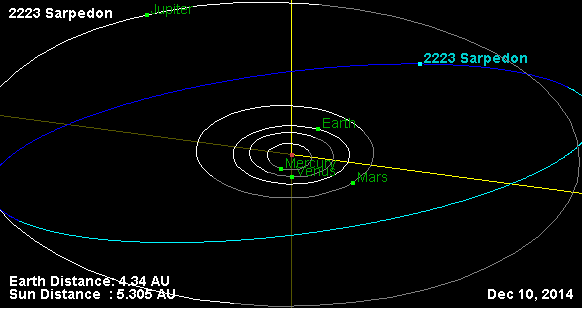
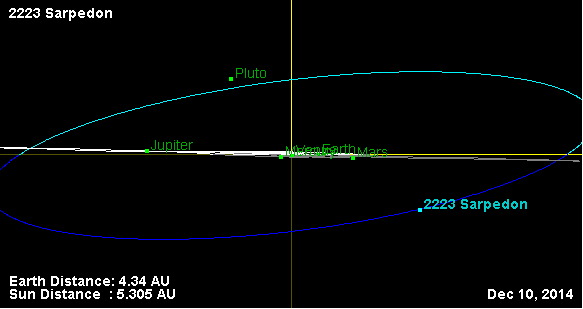

Фотометрические наблюдения, проведённые в 1996 году, позволили получить кривые блеска этого тела, из которых следовало, что период вращения астероида вокруг своей оси равняется 22,741 ± 0,002 часам, с изменением блеска по мере вращения 0,14 ± 0,01 m.